# Hernán-Pérez
Hernán-Pérez é um município da Espanha na comarca da Serra de Gata, província de Cáceres, comunidade autónoma da Estremadura, de área 35,8 km². Em 2021 tinha 415 habitantes (densidade: 11,6 hab./km²).

## Demografia
| Variação demográfica do município entre 1991 e 2004 [carece de fontes?] | Variação demográfica do município entre 1991 e 2004 [carece de fontes?] | Variação demográfica do município entre 1991 e 2004 [carece de fontes?] | Variação demográfica do município entre 1991 e 2004 [carece de fontes?] |
| ----------------------------------------------------------------------- | ----------------------------------------------------------------------- | ----------------------------------------------------------------------- | ----------------------------------------------------------------------- |
| 1991                                                                    | 1996                                                                    | 2001                                                                    | 2004                                                                    |
| 525                                                                     | 514                                                                     | 497                                                                     | 504                                                                     |